# Borgarfjörður eystri

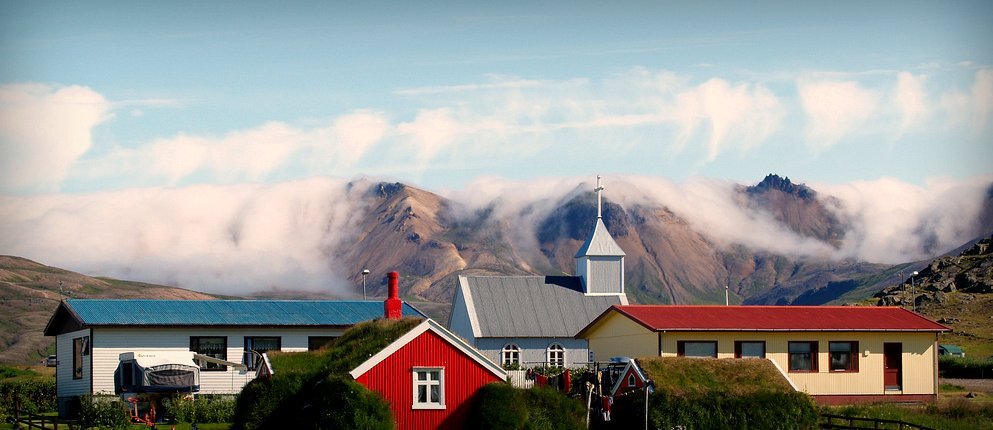
Bakkagerði

Borgarfjörður eystri  o Borgarfjörður eystra è un fiordo situato nel settore nordorientale dell'Islanda.

## Descrizione
Borgarfjörður eystri è un fiordo situato nella regione dell'Austurland, in una delle zone più remote dell'isola. Ha una larghezza di 4 km e penetra per 5 km nell'entroterra.
Nel Borgarfjörður c'è il piccolo villaggio Bakkagerði, di solito chiamato Borgarfjörður eystri come il fiordo. Il fiordo è scarsamente abitato e ci vivono circa 100 persone, di cui 88 nel villaggio di Bakkagerði nel 2015.
All'interno del fiordo c'è una valle verdeggiante che si estende per circa 10 chilometri nell'Austfjarðafjallgarður; vi si trovano alcune fattorie dove si pratica principalmente la pastorizia.
Nel fiordo va a sfociare il fiume Fjarðará.
Borgarfjörður eystra è circondato da belle montagne; le principali sono Dyrfjöll, Staðarfjall, Geitfell e Svartfell. Le montagne sono costituite prevalentemente di riolite, pietra di origine vulcanica.

## Aspetti geologici
Dietro al villaggio di Bakkagerði in direzione ovest ci sono alcuni vulcani estinti dal Terziario, che hanno lasciato come residuo montagne costituite da riolite. Come nel Berufjörður, alcuni monti hanno intrusioni basaltiche verso la vetta, come è particolarmente evidente nello Staðarfjall (620 m).

## Escursionismo
La zona del fiordo è molto apprezzata dagli escursionisti. In estate ci sono capanne frequentate nei fiordi abbandonati, come a Víknaslóðir. Ci sono percorsi di trekking che conducono al vulcano spento Hvítserkur, caratterizzato da rocce multicolori.
Altri sentieri escursionistici conducono fino a Stórurð.

## Denominazione

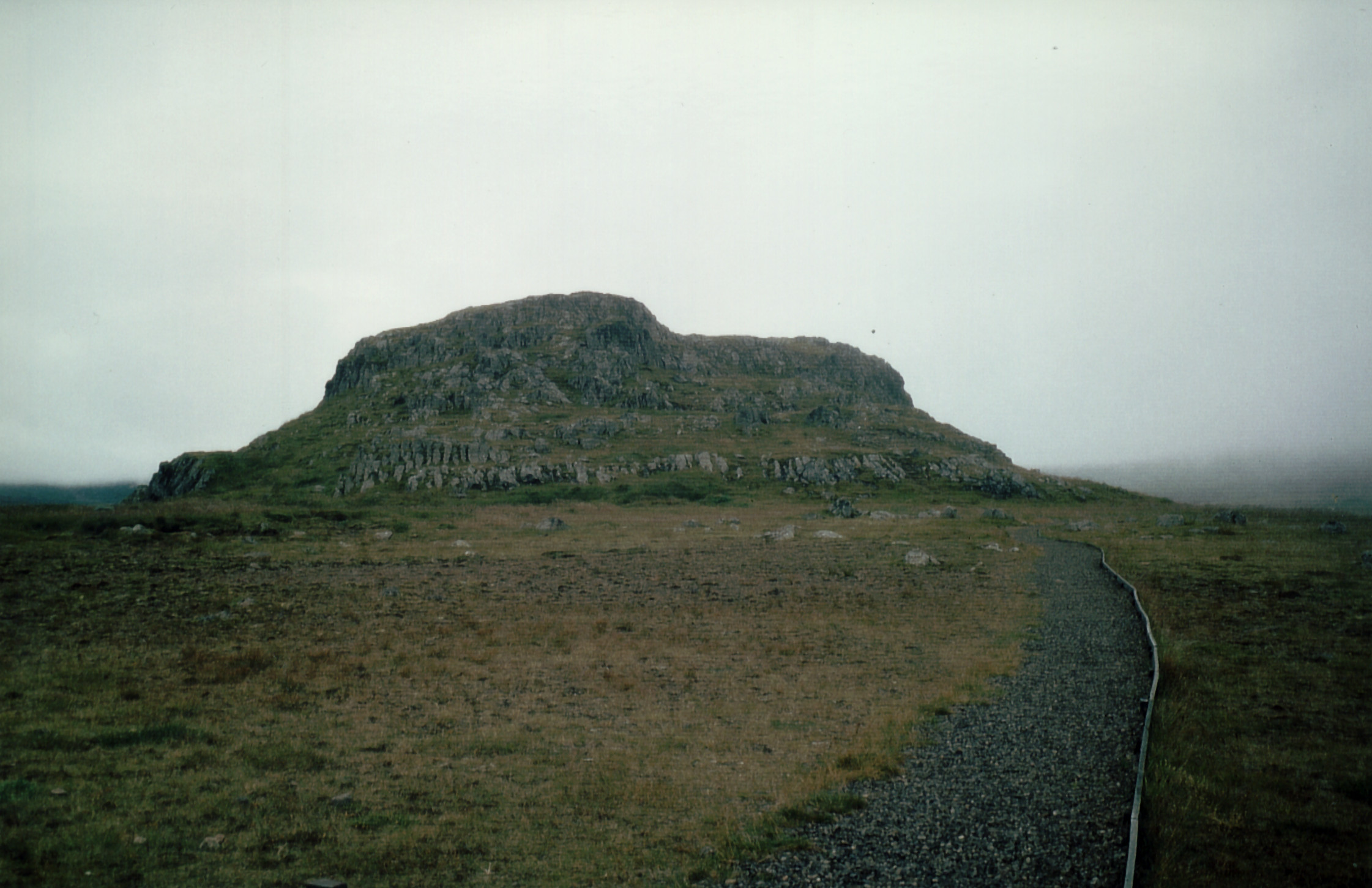
Álfaborg, la collina degli elfi, presso Bakkagerði.

Il fiordo prende il nome da "Álfaborg", (collina degli elfi) una collina rocciosa nelle immediate vicinanze di Bakkagerði.
Il villaggio è conosciuto come la sede della regina islandese degli elfi e sono fiorite molte leggende sull'argomento. Il pittore Jóhannes S. Kjarval, che è cresciuto qui, ha riprodotto la collina degli elfi nella pala dell'altare principale della chiesa di Bakkagerði.

## Vie di comunicazione
Staccandosi a Egilsstaðir dalla Hringvegur, la strada S94 Borgarfjarðarvegur corre verso nord oltre la catena montuosa del Dyrfjöll e prosegue sul passo Vatnsskarð eystra. La strada è lunga 68 km e non è ancora asfaltata in tutta la sua lunghezza.
Oggi il percorso è relativamente sicuro rispetto al passato, quando il viaggio risultava rischioso a causa delle frequenti cadute di massi. Questo ha dato origine alla leggenda del mostro Naddi, che si nascondeva nei monti per far precipitare le persone nei dirupi. Una croce di pietra con una preghiera in latino sul ciglio della strada ricorda il pericolo.